# Municipio Chacao

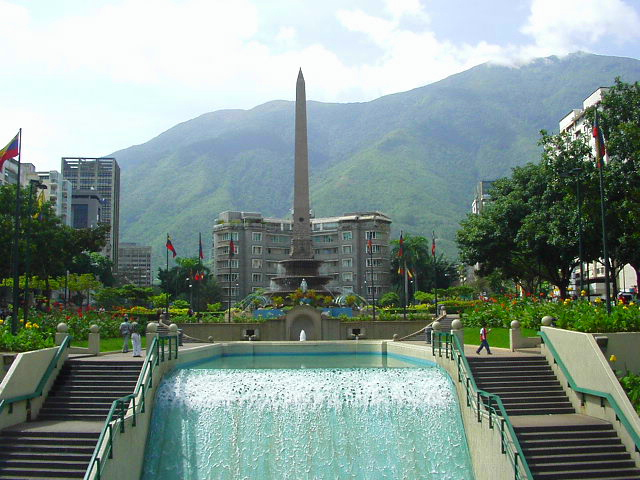
Plaza Francia, Municipio Chacao.

Chacao es un municipio que pertenece al Estado Miranda. Es el más pequeño de los 5 municipios que conformaban la extinta Área Metropolitana de Caracas suprimida en 2017. Su capital es el casco o pueblo Chacao. El área urbanizada del municipio es de 13 km² pero si incluye su territorio en el parque nacional El Ávila al norte abarca casi 19 km².
Posee solo una parroquia de nombre homónimo (San José de Chacao), en comparación a su vecino Municipio Libertador que cuenta con varias parroquias como Caricuao, El Recreo o Antímano, entre otras. 
Hace frontera con los municipios Libertador al oeste, Baruta al sur, Sucre al este y con el Estado Vargas al norte.

## Historia
Lo que hoy es Municipio y Parroquia San José de Chacao fue un área de Haciendas y Ejidos Cercanos a Caracas, toda la Región Pertenecía a La Parroquia La Candelaria de Caracas hasta que el 30 de septiembre de 1769 toda la Región es segregada de la Parroquia La Candelaria (Caracas) pasando a ser autónoma de esta hasta el día de hoy.

### Colonización española
La muerte del Cacique Chacao, quien dio su vida en defensa del territorio de lo que hoy es Chacao, permite que los conquistadores españoles invadieran la zona en 1567. La fundación de la población de Chacao comienza con la inmigración de las víctimas del terremoto del 11 de junio de 1641, que deja a Caracas (ciudad vecina ubicada más al oeste) en ruinas, destruyendo sus infraestructura. El Conquistador español Diego de Losada, fundador de la ciudad de Caracas, incluye en su jurisdicción «el llano fértil de Chacao» que muchos visitantes, como el barón Alexander von Humboldt, lo consideraron como el sitio ideal para la conformación de la ciudad. Tras el terremoto de 1641 que destruyó gran parte de Caracas el gobernador Ruy de Fuenmayor trata de reconstruir la ciudad en el área de Chacao sin embargo el Obispo Mauro Tovar rechazó el proyecto; aun así muchos pobladores adoptaron Chacao como refugio por ser un territorio tranquilo, el cual incluso convirtieron en una zona productora de café. En particular en las fincas de La Floresta, Blandín y San Felipe ya desde 1755 existen datos de la salida de más de cien libras de café del puerto de La Guaira con destino a Cádiz. Ante las epidemias y las calamidades reiteradas que golpearon a Caracas, el administrador colonial español José Solano y Bote comienza en el año 1764 a transferir parte de la población de Caracas a Chacao. Fundó la población de Chacao, hoy parte del área metropolitana de Caracas desde el 13 de octubre de 1953, en abril de 1768, con la intención de poblar el sitio y defender a sus pobladores e indígenas. Solano impartió justicia y por ello tuvo fama de ser un gobernante muy justo y respetado durante el periodo colonial venezolano. El 15 de abril de 1769, los pobladores de Chacao levantan su voz para pedir la creación de una parroquia eclesiástica y civil independiente a la de La Candelaria, lo cual fue concedido por decreto publicado el 30 de septiembre de ese año, siendo los límites los mismos que en la actualidad.

### Etapa Republicana
En la Venezuela ya republicana e independiente, el gobierno del general Juan Crisóstomo Falcón reorganizó el estado de Caracas, denominándolo Distrito Federal. Este distrito fue constituido por 3 departamentos, entre estos Libertador, dentro del cual incluye a Chacao como parroquia civil. El general Antonio Guzmán Blanco, por decreto del 26 de noviembre de 1880, declara a Chacao como «municipio foráneo» adscrito al Distrito Urbaneja del estado Bolívar. Posteriormente, el 22 de septiembre de 1881, el Distrito Urbaneja es renombrado como Distrito Sucre del estado Miranda, junto a Baruta, el Hatillo y Petare, teniendo a este último como cabecera municipal.

### Creación del municipio
Con la entrada en vigencia de la reforma de la Ley Orgánica de Régimen Municipal el 15 de junio de 1989, se produjo la eliminación de la figura del Distrito Sucre, dando paso a la creación del Municipio Sucre como una nueva entidad autónoma dentro del estado Miranda.
Como parte de este proceso de descentralización administrativa, el antiguo distrito fue desmembrado, lo que permitió la conformación de nuevas jurisdicciones municipales. En ese contexto, surgió el Municipio Baruta, que obtuvo su autonomía en 1989, incluyendo dentro de su territorio al entonces municipio foráneo El Hatillo, el cual alcanzaría su autonomía plena en 1992.
Por su parte, el sector de Chacao permaneció inicialmente como parte del Municipio Sucre. Sin embargo, tras una reunión promocional celebrada el 13 de noviembre de 1991, se formalizó la solicitud de autonomía, la cual fue aprobada por la Asamblea Legislativa del estado Miranda. Esta instancia promulgó la Ley de Creación del Municipio Chacao, publicada oficialmente en la Gaceta Oficial del estado Miranda el 17 de enero de 1992, consolidando así su estatus como municipio autónomo.
En diciembre de 1992 se celebraron las primeras elecciones directas para escoger las autoridades del municipio Chacao como ente autónomo, saliendo vencedora para la alcaldía la ex-miss Universo Irene Sáez, toma posesión el 4 de enero de 1993, siendo elegido además el primer concejo municipal integrado entre otros por Ivonne Attas (quien más tarde se postularía como alcaldesa del Municipio Baruta). En 1998, Sáez renuncia a su cargo (siendo sustituida por Cornelio Popesco) para postularse como candidata a la presidencia de la República y en las elecciones regionales del 8 de noviembre de 1998 resulta elegido Leopoldo López Mendoza, por el partido político Primero Justicia, el cual fue reelegido en los comicios de 2004 por un nuevo periodo de 4 años. En noviembre de 2008 es electo Emilio Graterón, abogado, candidato independiente. Desde diciembre de 2013, Ramón Muchacho, también perteneciente a Primero Justicia, fue la nueva máxima autoridad del municipio Chacao, luego de ser el vencedor de las elecciones de alcalde 2013, y previamente haber sido ganador de las elecciones primarias de la Mesa de la Unidad Democrática (MUD).
En 2017 el municipio es protagonista de fuertes protestas y manifestaciones en contra del gobierno de Nicolás Maduro. Para el 8 de agosto, en horas de la madrugada, el alcalde del municipio Chacao, Ramón Muchacho, es sancionado por la Sala Constitucional del TSJ a 15 meses de prisión.

Bandera de la alcaldía Chacao

## Geografía

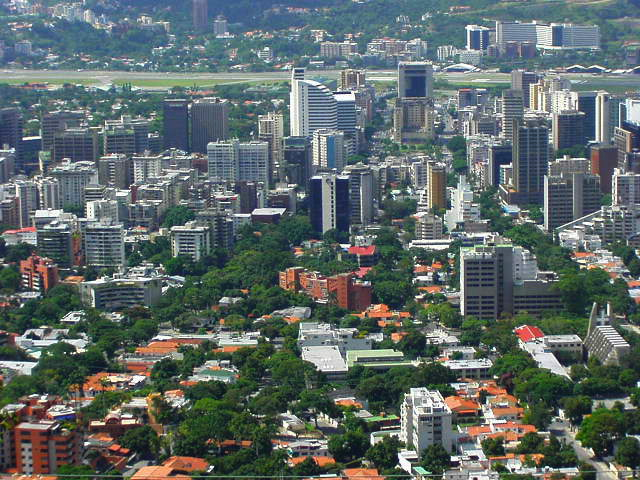
Altamira, Municipio Chacao.

El Municipio Chacao es el más pequeño de los municipios del Estado Miranda y de los cinco que forma parte del arreglo del área metropolitana de Caracas con una superficie aproximada de 1300 hectáreas o 13 kilómetros cuadrados.

### Límites
El Municipio Chacao limita al norte con el parque nacional El Ávila (el cual a su vez ocupa buena parte del norte del territorio municipal, siendo separadas ambas partes del municipio por la Avenida Boyacá) al oeste con la parroquia El Recreo del Municipio Libertador, al sur con las Parroquias Nuestra Señora del Rosario y El Cafetal del Municipio Baruta, y al este con la Parroquia Leoncio Martínez del Municipio Sucre.

### Clima
El clima de Chacao es clasificado como intertropical de altura debido a su posición geográfica y altura, alrededor de los 1.000 m s. n. m.; su temperatura mínima anual está al orden de los 13 °C siendo enero y febrero los meses más fríos con temperaturas de hasta 9 °C por la madrugada y la máxima media anual es de aproximadamente 19 °C, los meses más calientes son abril y mayo, cuando se pueden alcanzar los 31 °C.
La excepción de este municipio es el pico Ávila, ubicado a más de 2100 m s. n. m., y que conforma parte del parque nacional El Ávila, donde la temperatura media anual ronda los 14 °C registrándose hasta 3 °C en la temporada seca y 24 °C en la lluviosa.
Dada la mayor densidad de zonas verdes y árboles en comparación con el resto de la ciudad, el municipio es más fresco y es fácil encontrar a sus habitantes caminando por la zona.

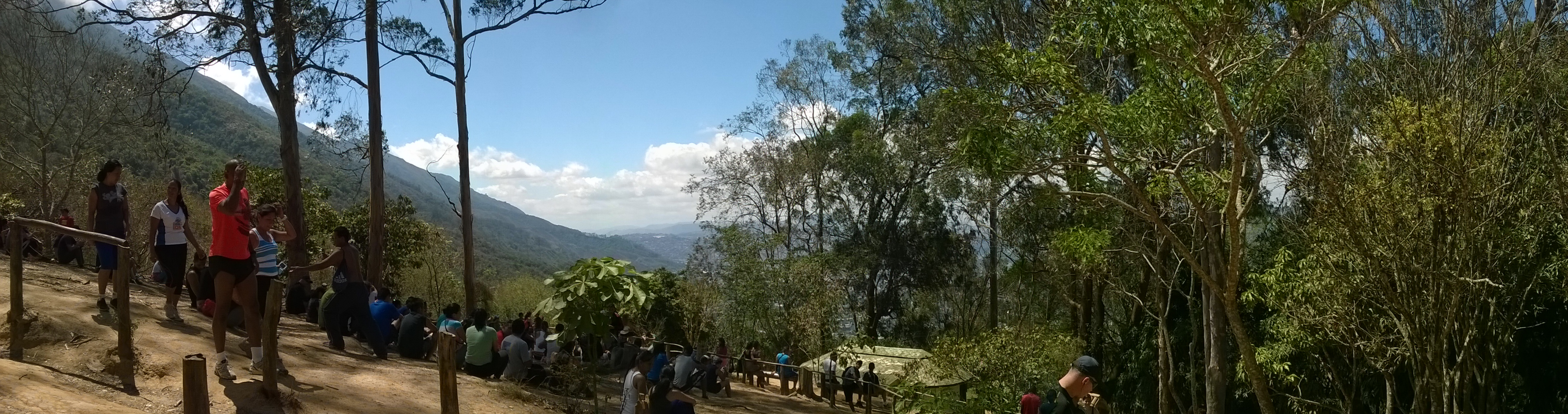
Vista de Sabas Nieves, parque nacional El Ávila

### Parque nacional El Ávila
Es el mayor parque del municipio que es compartido con otros municipios del Área metropolitana de Caracas y el estado Vargas, entre los sectores de El Ávila que se encuentran en jurisdicción de Chacao se encuentran Quebrada Quintero, Sabas Nieves, El Banquito,  el Refugio No Te Apures, Lagunazo y parte de la Silla de Caracas.

## Demografía
El municipio tiene 159 015 habitantes, y una densidad de 5.493 hab./km² según el Instituto Nacional de Estadísticas (INE), para el año 2023. La edad promedio del municipio es de 40,98 años lo que es aproximadamente 13 años mayor el promedio nacional, teniendo una población de adultos mayores del 15,67% del total, el % de hogares con déficit de servicios públicos es de 0,31%, la pobreza es del 4,46% y de pobreza extrema del 0,22%.

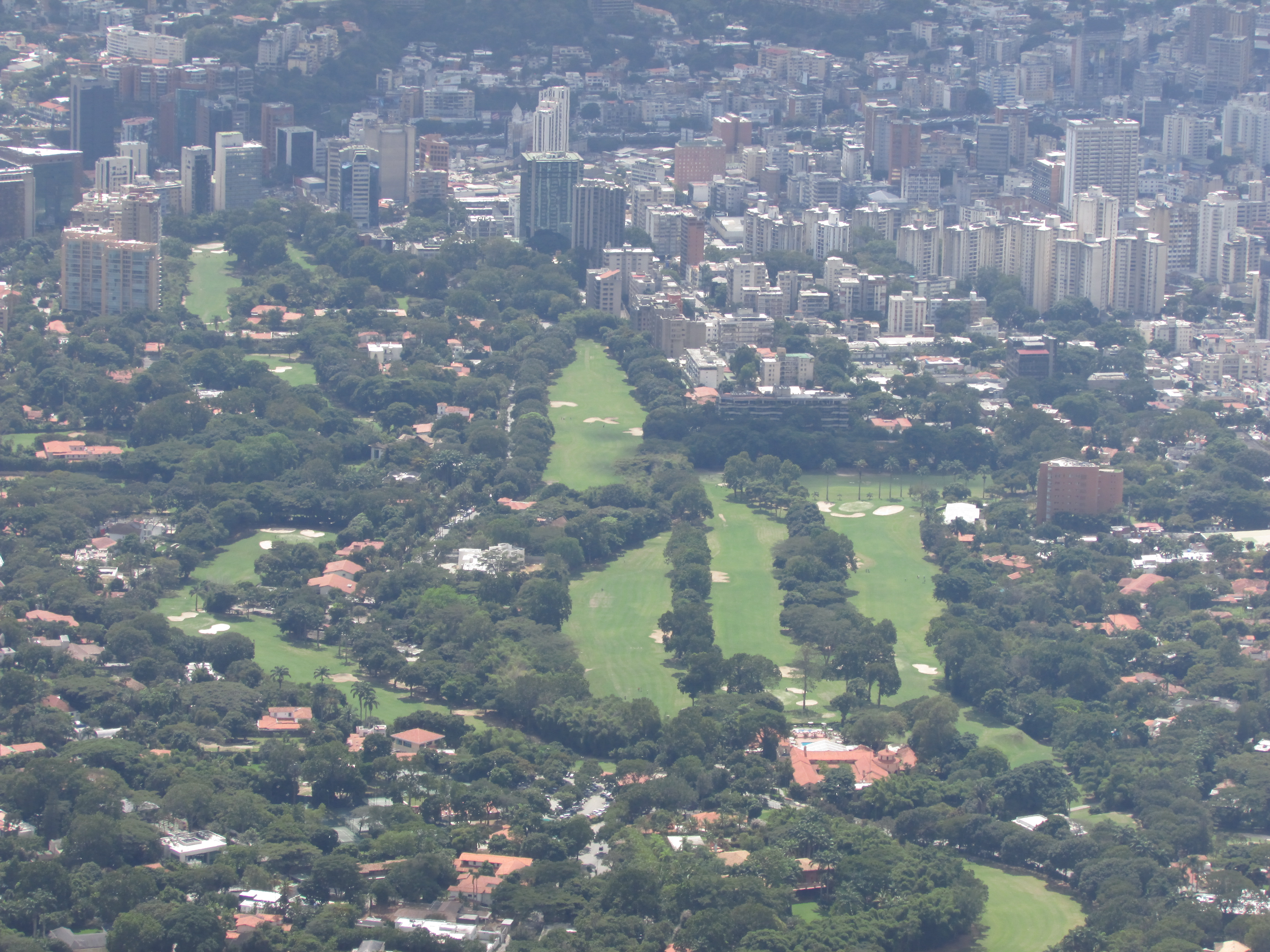
Caracas Country Club

Chacao está constituida por 1 sola parroquia homónima denominada: San José de Chacao, la cual a su vez está constituida por 17 sectores: 
1. Altamira.
2. Bello Campo.
3. Campo Alegre.
4. Población Chacao
5. CCT
6. Caracas Country Club.
7. El Bosque.
8. El Dorado.
9. El Pedregal.
10. El Retiro.
11. El Rosal.
12. Estado Leal.
13. La Castellana.
14. La Floresta.
15. Los Palos Grandes.
16. San Marino.
17. Sans Souci (Chacaíto).

## Transporte

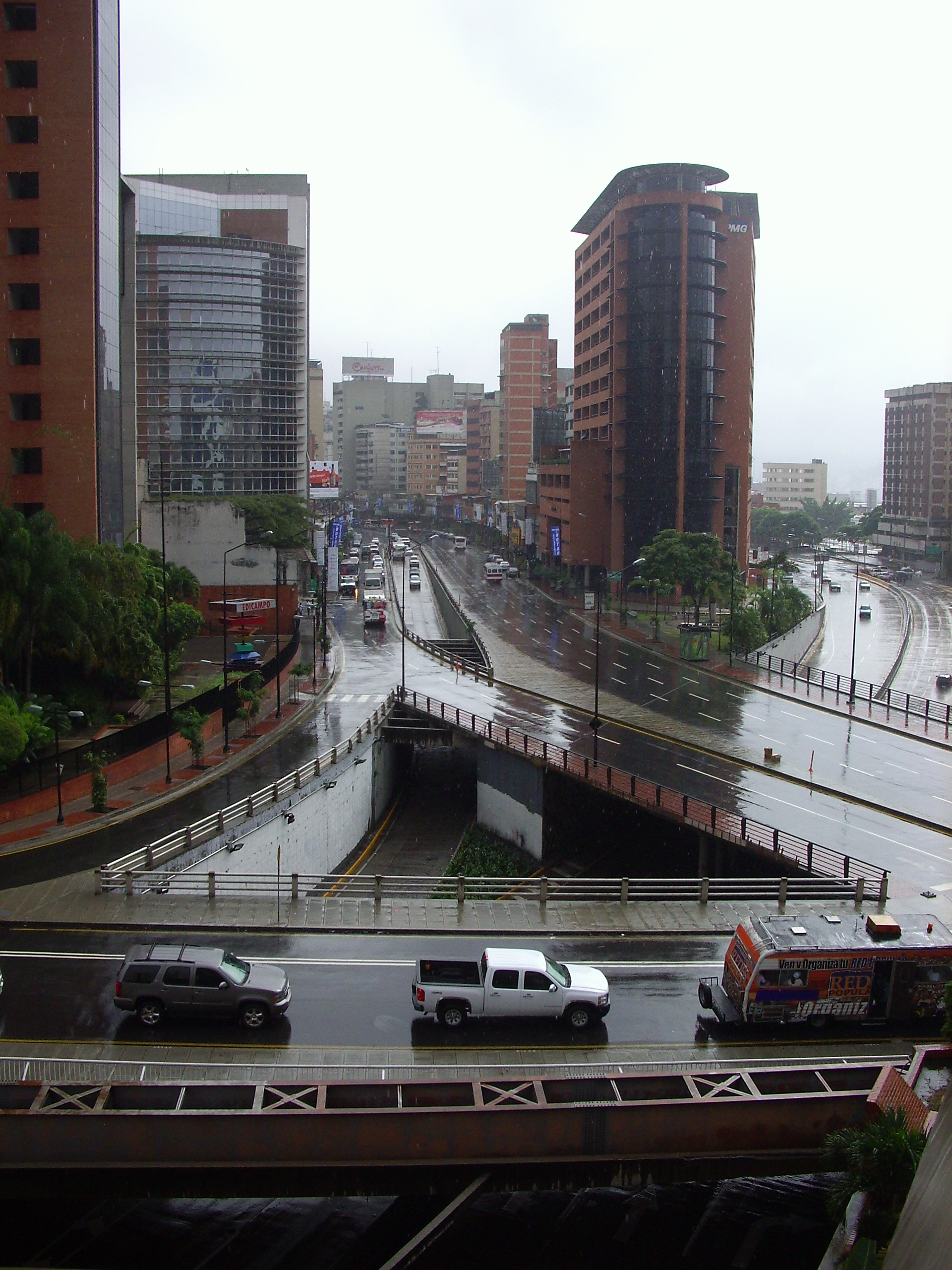
Avenida Francisco de Miranda, Municipio Chacao.

Varias avenidas y autopistas de gran importancia surcan su superficie, como por ejemplo las avenidas Francisco de Miranda y Libertador. Las dos grandes arterias viales del municipio son las autopistas Francisco Fajardo y Boyacá (esta última es conocida como Cota Mil).
Una parte de la línea 1 del sistema Metro de Caracas, cruza el municipio de este a oeste. Las estaciones son: Chacaíto, Chacao, Altamira y Miranda (esta última queda en la división territorial que tiene el municipio con el municipio Sucre). El sistema metrobús tiene varias rutas que comunican con los municipios vecinos de Baruta y El Hatillo. Además, posee un servicio intramunicipal llamado Transchacao que inició operaciones a finales de 2008.

## Economía
Predomina el sector de servicios, no quedando vestigio de su pasado agrícola-ganadero, el cual fue relegado al municipio El Hatillo.
Chacao es junto con Baruta y Los Salias uno de los municipios más ricos de Venezuela con un índice de pobreza de apenas el 4,67% según el censo del 2011. (Fuente: INE ) Gracias a su economía, alberga los principales centros financieros y centros comerciales de la ciudad, tales como el Centro Ciudad Comercial Tamanaco (CCCT), el Centro Sambil, el Centro Lido y el Centro San Ignacio y próximamente el Centro Comercial Recreo La Castellana; como también las principales sedes bancarias de instituciones locales y extranjeras como la Torre CAF, casas de bolsas, los hoteles más lujosos de la ciudad y las mansiones de personalidades reconocidas en el ámbito político y económico del país.
Entre las construcciones se destacan El Centro Recreo la Castellana que incluye un centro comercial, una torre de oficinas y el Hotel By Meliá de 5 estrellas y El Complejo Paseo la Castellana que dispondrá de 6 sótanos, 2 torres de oficinas (una de 10 pisos y otra de 15 pisos) y un edificio de 17 plantas que tendrá un Hotel, un centro comercial y un Complejo Cultural.

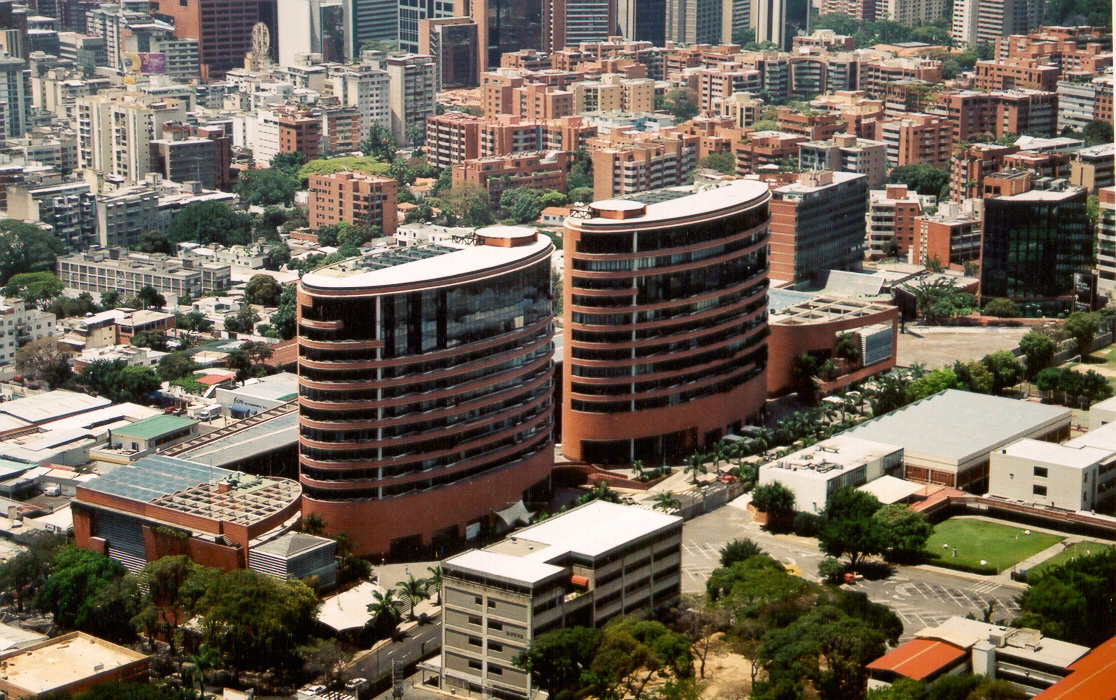
Centro San Ignacio, Chacao, Caracas

## Cultura

### Tradiciones
La tradición de los Palmeros de Chacao data del período colonial venezolano en 1770, cuando el párroco José Antonio Mohedano decidió, en forma de promesa, pedir clemencia a Dios debido a una epidemia de fiebre amarilla existente en Caracas en ese entonces. Procedentes de las haciendas aledañas al parque nacional El Ávila, Mohedano envió a un grupo de peones a bajar hojas de la Palma Real y de esta manera poder rememorar la entrada de Jesús a Jerusalén.
En la actualidad, los Palmeros suben todos los viernes de Concilio (viernes anteriores al Domingo de Ramos) y bajan el sábado siguiente con las hojas de palmas que serán bendecidas en la celebración del domingo. Las palmas son recolectadas de un sector llamado Cueva de los Palmeros por la entrada de Sabas Nieves. Una vez benditas las palmas son distribuidas entre los creyentes, quienes las trenzan, machacan y trasforman en cruces que guardan en sus casas como muestra de fe.
Esta tradición es actualmente coordinada por la Alcaldía del municipio Chacao y dentro de la responsabilidad con el medio ambiente todos los años se plantan un grupo palmas de manera de no deforestar el área, garantizando la perdurabilidad de la tradición.

### Festividades
Los Palmeros de Chacao es un evento típico de las fiestas de Semana Santa, esta actividad se realiza en Chacao. La tradición, que data de 1770, evoca el pasaje bíblico de la entrada de Jesús a Jerusalén. Mt 21, 1-11; Mr.11 1-1; Lc. 19, 28-40; Jn. 12, 12-19.

## Política y gobierno

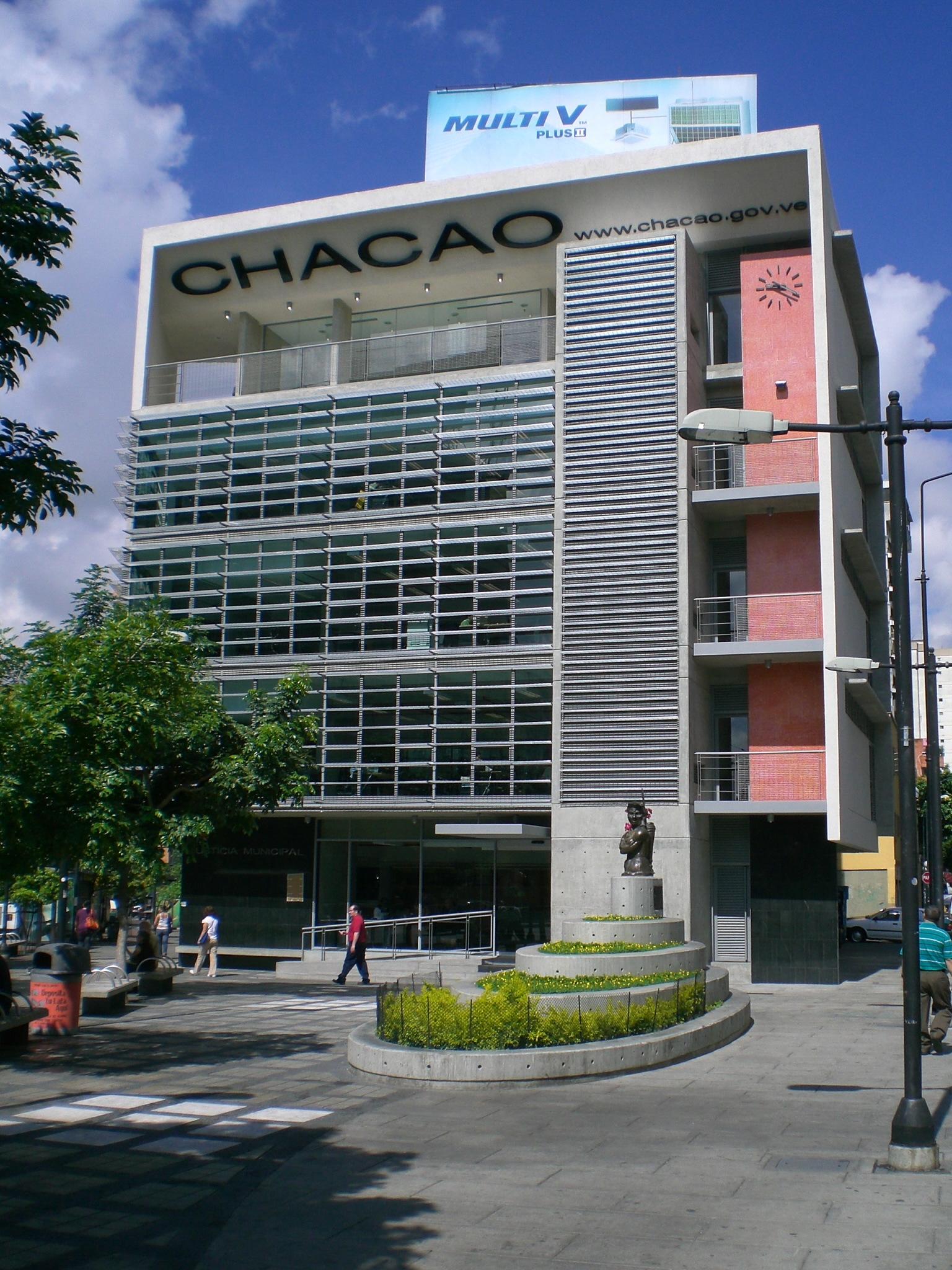
El edificio de Justicia Municipal es sede de la Dirección de nombre homónimo y el consejo de derecho de los niños, niñas y adolescentes.

Desde el pasado, Chacao se mantiene como una población separada de Caracas, pero debido al crecimiento de esta ciudad, terminó fusionada a la misma. A pesar de esto, es importante destacar que la organización político-geográfica del país incluye a Chacao como parte del Distrito Metropolitano de Caracas y del estado Miranda. El territorio municipal, de algo menos de 13 km², está urbanizado en un 50 %, pues el resto de la superficie se encuentra conformada por zonas verdes como la cordillera de la costa. Allí se encuentra el parque nacional El Ávila, el cual es considerado reservorio de flora y fauna silvestre. La extensión del municipio, formaba parte del extinto distrito Sucre, bajo el formato de parroquia.
El municipio Chacao es un entidad autónoma, sus ciudadanos eligen cada 4 años un alcalde que es la máxima autoridad civil en la jurisdicción y cabeza del ejecutivo municipal, el alcalde puede ser reelegido para nuevos periodos de 4 años y revocado a mitad de su periodo, y es asistido por un gabinete de directores (Dirección de Deportes, Educación, Salud, etc), a su vez posee organismos autónomos (como Polichacao) y fundaciones propias (como la Fundación Cultural Chacao), el poder legislativo lo forma el concejo municipal cuyos integrantes son electos cada 4 años de igual forma, estos aprueban ordenanzas de obligatorio cumplimiento en el municipio y son los encargados de supervisar la gestión del alcalde.
Entre los organismos del gobierno central que tienen sede en el municipio se encuentran el Ministerio del Poder Popular para Transporte Acuático y Aéreo que tiene su sede en la Torre Pequiven, el Ministerio del Poder Popular para el Transporte y Comunicaciones (MTC) que tenía su sede en la Torre MTC, o la Junta Investigadora de Accidentes de Aviación Civil tenía su sede en Chacao.

### Poder Ejecutivo
El Alcalde es la primera autoridad civil del municipio y jefe del ejecutivo municipal. Es electo por los ciudadanos inscritos en la jurisdicción electoral del municipio y su período es de 4 años con derecho a reelección. El Alcalde actual de Chacao es Gustavo Duque perteneciente al movimiento Fuerza Vecinal.
| Período                            | Alcalde          | Partido político / Alianza | % de votos | Notas |
| ---------------------------------- | ---------------- | -------------------------- | ---------- | --- |
| 1992 - 1995                        | Irene Sáez       | Indep.                     | 41,89      | Primera alcaldesa bajo elecciones directas |
| 1995 - 1998                        | Irene Sáez       | Indep.                     | 94,76      | Reelecta |
| 1998 - 2000                        | Cornelio Popesco | AD                         | -          | Alcalde interino (Debido a la renuncia de Irene Saez para postularse a Gobernación de Nueva Esparta) (Se realizaron elecciones generales adelantadas en el 2000 debido a la aprobación de la Constitución de 1999) |
| 2000 - 2004                        | Leopoldo López   | PJ                         | 51,05      | Segundo alcalde bajo elecciones directas |
| 2004 - 2008                        | Leopoldo López   | PJ                         | 79,56      | Reelecto |
| 2008 - 2013                        | Emilio Graterón  | Indep.                     | 47,54      | Tercer alcalde bajo elecciones directas (Se postergan 1 año las elecciones municipales pautadas para finales del 2012).                                                                                            |
| 2013 - 2017                        | Ramón Muchacho   | PJ/MUD                     | 84,63      | Cuarto alcalde bajo elecciones directas |
| 2017                               | Gustavo Duque    | PJ/MUD                     | -          | (Designado por el Concejo Municipal de Chacao) |
| 2017 - 2021                        | Gustavo Duque    | UNT                        | 63,66      | Quinto alcalde bajo elecciones directas. |
| 2021 - 2025                        | Gustavo Duque    | FV                         | 72.83      | Reelecto. |
| Fuente: Consejo Nacional Electoral |                  |                            |            | |

### Poder Legislativo
El Concejo Municipal es el órgano legislativo del municipio. Fue creado en 1992 con la creación del municipio y contaba con 9 integrantes o Concejales. Desde la entrada en vigencia de la nueva Constitución de Venezuela (1999) y el nuevo ordenamiento municipal y hasta la actualidad, el Concejo Municipal se compone de siete (7) Concejales.
Ver: Concejo Municipal Chacao (detalles y composición histórica)
VII Legislatura / Composición Actual (2022 - 2025):
| Concejales:      | Partido político / Alianza |
| ---------------- | -------------------------- |
| Rosalinda Molina | FV/MUD                     |
| Hilmer Escalona  | FV/MUD                     |
| Danny González   | FV/MUD                     |
| Luis Ramírez     | FV/MUD                     |
| Óscar González   | FV/MUD                     |
| Máximo Sánchez   | FV/MUD                     |
| Raiza Chacón     | PSUV                       |